# فلت راک (آلاباما)
فلت راک (به انگلیسی: Flat Rock) یک منطقهٔ مسکونی در ایالات متحده آمریکا است که در آلاباما واقع شده‌است. فلت راک ۳٬۹۱۴ نفر جمعیت دارد و ۴۱۶ متر بالاتر از سطح دریا واقع شده‌است.